# M-1 Global
M-1 Global (Mixfight-1) o MMA-1 es una organización de artes marciales mixtas con sede en San Petersburgo, Rusia, que lleva a cabo entre 10 y 20 competiciones por año.
Organizó su primer espectáculo importante (en lugar de copromocionarlo con otras organizaciones) titulado M-1 Global Presents Breakthrough el 28 de agosto de 2009 en el Memorial Hall de Kansas City, Kansas.
M-1, en 2009, firmó un contrato para copromocionar con Explosion Entertainment.

## Historia

### M-1 Challenger
M-1 Challenge es una competición organizada con una serie de eventos celebrados en muchos lugares alrededor del mundo. Los eventos se transmiten en más de 100 países, principalmente en Rusia y otros países del continente europeo.

### M-1 Selection
La M-1 Selection es una competencia de MMA donde se da a la próxima generación de luchadores la oportunidad de mostrar sus habilidades en el escenario mundial, con luchadores siendo eliminados después de una sola derrota; la victoria hará avanzar a los luchadores ganadores a lo largo del torneo y les otorgará un viaje al evento de campeonato donde competirán por el título de "M-1 Selection".

### Asociación con UFC
El 18 de julio de 2018, se anunció que M-1 había acordado una asociación con Ultimate Fighting Championship (UFC) en la que M-1 Global actúa como la liga de desarrollo para que UFC reclute luchadores rusos y se involucra en la preparación y organización de nuevos eventos en Rusia. Parte del acuerdo también permite que los campeones de M-1 tengan la oportunidad de firmar con la UFC.

## Lista de eventos de M-1 Global
| Número. | Evento                                                         | Fecha                    | Sede                                                         | localización                            |
| ------- | -------------------------------------------------------------- | ------------------------ | ------------------------------------------------------------ | --------------------------------------- |
| 47      | M-1 Selection Online: Tournament in Support of Maksim Shugaley | 11 de septiembre de 2020 | Tinkoff Arena                                                | San Petersburgo, Rusia                  |
| 46      | MMA SERIES-10: WKG & M-1 Online                                | 18 de julio de 2020      | Tinkoff Arena                                                | San Petersburgo, Rusia                  |
| 45      | Road to M-1 USA 4                                              | 31 de enero de 2020      | Charles F. Dodge City Center                                 | Pembroke Pines, Florida, Estados Unidos |
| 44      | M-1 Challenge 105 - Morozov vs. Rettinghouse                   | 19 de octubre de 2019    | Barys Arena                                                  | Nur-Sultan, Kazajistán                  |
| 43      | Road To M-1 USA 3                                              | 11 de octubre de 2019    | Paducah Convention Center                                    | Kentucky, Estados Unidos                |
| 42      | M-1 Challenge 104 - Bogatov vs. Lebout                         | 28 de septiembre de 2019 | Orenburzhye Sport Arena                                      | Kazan, Rusia                            |
| 41      | M-1 Challenge 103 - Pletenko vs. Kelades                       | 3 de agosto de 2019      |                                                              | Shenzhen, China                         |
| 40      | M-1 Challenge 102 - Rakhmonov vs. Lacerda                      | 28 de junio de 1019      | Barys Arena                                                  | Nur-Sultan, Kazajistán                  |
| 39      | Road To M-1                                                    | 6 de abril de 2019       | Chelyabinsk Palace Of Culture                                | Chelyabinsk, Rusia                      |
| 38      | Road To M-1 USA 2                                              | 4 de abril de 2019       | Quechan Casino Resort                                        | Winterhaven, California, Estados Unidos |
| 37      | M-1 Challenge 101 - Prikaza vs. Rakhmonov                      | 30 de marzo de 2019      | Halyk Arena                                                  | Almaty, Kazajistán                      |
| 36      | M-1 Challenge/ WKG 3 - Bogatov vs. Silva                       | 26 de enero de 2019      | Nanshan Culture & Sports Center                              | Harbin, China                           |
| 35      | M-1 Challenge 100 - Battle in Atyrau                           | 15 de diciembre de 2018  |                                                              | Atyrau, Kazajistán                      |
| 34      | M-1 Challenge 99 - Battle Of Narts 4                           | 17 de noviembre de 2018  | M1 Arena                                                     | Nazran, Rusia                           |
| 33      | M-1 Challenge 98 - Frolov vs. Silva                            | 2 de noviembre de 2018   | Traktor Ice Arena                                            | Chelyabinsk, Rusia                      |
| 32      | M-1 Challenge 97 - Bogatov vs. Pereira                         | 28 de septiembre de 2018 | Basket-Hall Arena                                            | Kazan, Rusia                            |
| 31      | M-1 Challenge 96 - Mikutsa vs. Ibragimov                       | 25 de agosto de 2018     | M-1 Arena                                                    | San Petersburgo Rusia                   |
| 30      | M-1 Challenge 95 - Battle in the Mountains 7                   | 21 de julio de 2018      | The Mountain                                                 | Nazran, Rusia                           |
| 29      | M-1 Challenge 94 - Damkovsky vs. Ismagulov                     | 15 de junio de 2018      | Sports Complex "Orenburg"                                    | Orenburg, Rusia                         |
| 28      | M-1 Challenge 93 - Shlemenko vs. Silva                         | 1 de junio de 2018       | Traktor Ice Arena                                            | Chelyabinsk, Rusia                      |
| 27      | M-1 Challenge 92 - Kharitonov vs. Vyazigin                     | 24 de mayo de 2018       | M-1 Arena                                                    | San Petersburgo, Rusia                  |
| 26      | M-1 Challenge 91 - Swain vs. Nuertiebieke                      | 12 de mayo de 2018       | Nanshan Culture & Sports Center                              | Shenzhen, China                         |
| 25      | M-1 Challenge 90 - Kunchenko vs. Butenko                       | 30 de marzo de 2018      | M-1 Arena                                                    | San Petersburgo, Rusia                  |
| 24      | M-1 Challenge 89 - Buchinger vs. Krasnikov                     | 10 de marzo de 2018      | M-1 Arena                                                    | San Petersburgo, Rusia                  |
| 23      | M-1 Challenge 88 - Ismagulov vs. Tutarauli                     | 22 de febrero de 2018    | Olimpiyskiy                                                  | Moscú, Rusia                            |
| 22      | M-1 Challenge 87 - Silander vs. Ashimov                        | 9 de febrero de 2018     | M1 Arena                                                     | San Petersburgo, Rusia                  |
| 21      | Road to M-1: Battle in Nazran 9                                | 16 de diciembre de 2017  | Sports Palace "Magas"                                        | Nazran, Rusua                           |
| 20      | M-1 Challenge 86 - Buchinger vs. Dalgiev                       | 24 de noviembre de 2017  | Sports Palace "Magas"                                        | Nazran, Rusia                           |
| 19      | M-1 Challenge 85: Ismagulov vs. Matias                         | 10 de noviembre de 2017  | Olimpiyskiy                                                  | Moscú, Rusia                            |
| 18      | M-1 Challenge 84 - Kunchenko vs. Romanov                       | 27 de octubre de 2017    | Ice Palace                                                   | San Petersburgo, Rusia                  |
| 17      | M-1 Challenge 83 - Ragozin vs. Halsey                          | 23 de septiembre de 2017 | Basket-Hall Kazan                                            | Kazan, Rusia                            |
| 16      | Road to China 2                                                | 7 de septiembre de 2017  | Grand Restaurant Qin                                         | Moscú, Rusia                            |
| 15      | Road to M-1: Battle in Nazran 8                                | 27 de agosto de 2017     | Sports Palace "Magas"                                        | Nazran, Rusia                           |
| 14      | M-1 Challenge 82 - Vanttinen vs. Zayats                        | 5 de agosto de 2017      | Hartwall Arena                                               | Helsinki, Finlandia                     |
| 13      | M-1 Challenge 81 - Battle in the Mountains 6                   | 22 de julio de 2017      | The Mountain                                                 | Nazran, Rusia                           |
| 12      | M-1 Challenge 80 - Kharitonov vs. Sokoudjou                    | 15 de junio de 2017      | Harbin International Convention Exhibition and Sports Center | Harbin, China                           |
| 11      | Road to M-1: St. Petersburg 3                                  | 8 de junio de 2017       | A2 Green Concert Hall                                        | San Petersburgo, Rusia                  |
| 10      | M-1 Challenge 79 - Shlemenko vs. Halsey 2                      | 1 de junio de 2017       | Yubileyny Sports Palace                                      | San Petersburgo Rusia                   |
| 9       | M-1 Challenge 78 - Divnich vs. Ismagulov                       | 26 de mayo de 2017       | Orenburzhye Sport Arena                                      | Orenburg, Rusia                         |
| 8       | Road to M-1: Battle in Nazran 7                                | 20 de mayo de 2017       | Sports Palace "Magas"                                        | Nazran, Rusia                           |
| 7       | M-1 Challenge 77 - Nemkov vs. Markes                           | 19 de mayo de 2017       | Sochi sport palace                                           | Sochi, Rusia                            |
| 6       | Road to M-1: St. Petersburg 2                                  | 27 de abril de 2017      | A2 Green Concert Hall                                        | San Petersburgo Rusia                   |
| 5       | M-1 Challenge 76 - Nevzorov vs. Evloev                         | 22 de abril de 2017      | Sports Palace "Magas"                                        | Nazran, Rusia                           |
| 4       | Road to M-1: Battle in Nazran 6                                | 11 de marzo de 2017      | Sports Palace "Magas"                                        | Nazran, Rusia                           |
| 3       | M-1 Challenge 75 - Shlemenko vs. Bradley                       | 3 de marzo de 2017       | Olimpiyskiy                                                  | Moscú, Rusia                            |
| 2       | M-1 Challenge 74 - Yusupov vs. Puetz                           | 18 de febrero de 2017    | Ice Palace                                                   | San Petersburgo, Rusia                  |
| 1       | Road to M-1: St. Petersburg 1                                  | 9 de febrero de 2017     | A2 Green Concert Hall                                        | San Petersburgo, Rusia                  |

## Campeones actuales de M-1 Global
| División        | Campeón | Desde | Defensas |
| --------------- | ------- | ----- | -------- |
| Peso Pesado     | Vacante |       | 0        |
| Peso Semipesado | Vacante |       | 0        |
| Peso Mediano    | Vacante |       | 0        |
| Peso Wélter     | Vacante |       | 0        |
| Peso Ligero     | Vacante |       | 0        |
| Peso Pluma      | Vacante |       | 0        |
| Peso Gallo      | Vacante |       | 0        |
| Peso Mosca      | Vacante |       | 0        |

## Peleadores notables
| - Fedor Emelianenko - Alistair Overeem - Khabib Nurmagomedov - Jeff Monson - Alexander Volkov - Oleksiy Oliynyk - Sergei Kharitonov - Pedro Rizzo - Alexander Shlemenko - Vadim Nemkov - Vinny Magalhães - Alexander Emelianenko - Paul Bradley - Phil De Fries - Carlos Eduardo - Ramazan Emeev - Yasubey Enomoto - Maiquel Falcão - Luigi Fioravanti - Konstantin Gluhov - Damian Grabowski - Brandon Halsey - Satoshi Ishii - Chris Kelades | - Rustam Khabilov - Alexey Kudin - Mickaël Lebout - Caio Magalhães - Rashid Magomedov - Ronny Markes - Cody McKenzie - Mario Miranda - Tomasz Narkun - Viktor Nemkov - Joe Riggs - Shahbulat Shamhalaev - Kirill Sidelnikov - Sokoudjou - Mairbek Taisumov - Vyacheslav Vasilevsky - Attila Vegh - Daniel Weichel - Alexander Yakovlev - Shamil Zavurov - Mikhail Zayats - Hayder Hassan - Enoc Solves - Rafał Moks |